# (134) Sophrosyne
(134) Sophrosyne ist ein Asteroid des mittleren Hauptgürtels, der am 27. September 1873 vom deutschen Astronomen Karl Theodor Robert Luther an der Sternwarte Düsseldorf entdeckt wurde.
Der Asteroid wurde benannt nach altgriechisch σωφροσύνη sōphrosýnē, einer der Tugenden in Platons (428/427–348/347 v. Chr.) System: Besonnenheit, gesunder Geist und Unparteilichkeit. Die Benennung erfolgte durch Friedrich Wilhelm August Argelander und seinen Schwiegersohn Theodor Wolff (1827–1899) in Bonn.

## Wissenschaftliche Auswertung
Am 24. November 1980 gab es eine Bedeckung des Sterns SAO 74963 durch (134) Sophrosyne, die von mehreren Beobachtern in Kalifornien verfolgt wurde. Aus dem zeitlichen Verlauf konnte die elliptische Form des Asteroiden mit einem mittleren Durchmesser von 107 ± 5 km bestimmt werden. Aus Ergebnissen der IRAS Minor Planet Survey (IMPS) wurden 1992 Angaben zu Durchmesser und Albedo für zahlreiche Asteroiden abgeleitet, darunter auch (134) Sophrosyne, für die damals Werte von 123,3 km bzw. 0,04 erhalten wurden. Eine Auswertung von Beobachtungen durch das Projekt NEOWISE im nahen Infrarot führte 2011 zu vorläufigen Werten für den Durchmesser und die Albedo im sichtbaren Bereich von 112,2 km bzw. 0,04. Ein Vergleich von Daten, die von 1978 bis 2011 an der Sternwarte Ondřejov in Tschechien und am Table Mountain Observatory in Kalifornien gesammelt wurden, mit den Daten von NEOWISE führte 2012 zu den gleichen Werten. Nach neuen Messungen mit NEOWISE wurden die Werte 2012 auf 104,5 km bzw. 0,05 korrigiert. Nach der Reaktivierung von NEOWISE im Jahr 2013 und Registrierung neuer Daten wurden die Werte 2016 angegeben mit 96 bis 98 km bzw. 0,05 bis 0,06, diese Angaben beinhalten aber hohe Unsicherheiten.
Photometrische Beobachtungen von (134) Sophrosyne erfolgten erstmals vom 30. Oktober bis 15. Dezember 1980 am Table Mountain Observatory in Kalifornien und am McDonald-Observatorium in Texas. Aus der gemessenen Lichtkurve konnte eine Rotationsperiode von 17,196 h bestimmt werden. Erst über 34 Jahre später wurde vom 21. April bis 3. Juni 2015 am Organ Mesa Observatory in New Mexico eine neue photometrische Messung durchgeführt. Die dabei abgeleitete Rotationsperiode von 17,190 h passte gut zu der früheren Bestimmung.
Zwischen 2012 und 2018 wurden mit der All-Sky Automated Survey for Supernovae (ASAS-SN) auch photometrische Daten von 20.000 Asteroiden aufgezeichnet. Auf mehr als 5000 davon konnte erfolgreich die Methode der konvexen Inversion angewendet werden, darunter auch (134) Sophrosyne, für die in einer Untersuchung von 2021 erstmals ein dreidimensionales Gestaltmodell für zwei alternative Rotationsachsen mit prograder Rotation und einer Periode von 17,1893 h berechnet wurde. Aus archivierten Daten des Asteroid Terrestrial-impact Last Alert System (ATLAS) aus dem Zeitraum 2015 bis 2018 konnte in einer Untersuchung von 2022 mit der Methode der konvexen Inversion eine Rotationsperiode von 17,194 h berechnet werden.